# Helianthostylis
Helianthostylis är ett släkte av mullbärsväxter. Helianthostylis ingår i familjen mullbärsväxter.
Kladogram enligt Catalogue of Life:
| Helianthostylis | \| \| Helianthostylis sprucei \| \| \| \| \| \| Helianthostylis steyermarkii \| \| \| \| |
|                 | \| \| Helianthostylis sprucei \| \| \| \| \| \| Helianthostylis steyermarkii \| \| \| \| |
|                 | Helianthostylis sprucei                                                                  |
|                 |                                                                                          |
|                 | Helianthostylis steyermarkii                                                             |
|                 |                                                                                          |